# ألن توديك
ألن توديك (بالإنجليزية: Alan Tudyk)‏ ممثل أمريكي من مواليد 16 مارس 1971.

## الأعمال

### الأفلام
- (2000) 28 يوما[3]
- (2002) العصر الجليدي[4][5][6]
- (2004) أنا روبوت[7]
- (2007) 10 إلى يوما[8]
- (2007) حبلت[9]
- (2009) الولد الخارق
- (2010) توكر وديل يواجهان الشر[10]
- (2011) الجانب المظلم للقمر[11][12][13][14]
- (2012) صياد مصاص الدماء[15]
- (2012) رالف المدمر[16][17][18][19]
- (2013) 42[20][21]
- (2013) ملكة الثلج
- (2014) الأبطال الستة[22][23][24][25]
- (2015) ترامبو[26]
- (2015) تجارب السكورش
- (2016) قصة من حرب النجوم[27]
- (2016) زوتوبيا[28][29][30]
- (2016) موانا
- (2018) ديدبول 2[31]
- (2018) رالف يدمر الإنترنت
- (2019) علاء الدين[32]

### المسلسلات
- أميريكان داد!
- بلا قوى
- دوم باترول
- ريك ومورتي
- في
- نجمة ضد قوى الشر
- وكالة ديرك جينتلي للتحقيقات الشمولية

## وصلات خارجية
- ألن توديك على موقع IMDb (الإنجليزية)
- ألن توديك على موقع روتن توميتوز (الإنجليزية)
- ألن توديك على موقع ألو سيني (الفرنسية)
- ألن توديك على موقع ميوزك برينز (الإنجليزية)
- ألن توديك على موقع أول موفي (الإنجليزية)
- ألن توديك على موقع بوكس أوفيس موجو (الإنجليزية)
- ألن توديك على موقع قاعدة بيانات برودواي على الإنترنت (الإنجليزية)
- ألن توديك على موقع قاعدة بيانات الأفلام السويدية (السويدية)
- ألن توديك على موقع إن إن دي بي (الإنجليزية)
- ألن توديك على موقع قاعدة بيانات الفيلم (الإنجليزية)